# Seek & Destroy
«Seek & Destroy» es la novena canción del álbum debut del grupo musical estadounidense Metallica. Compuesta por James Hetfield y Lars Ulrich. El álbum de estudio en el que fue publicada originalmente se llamó Kill 'Em All. Fue la primera canción del grupo musical grabada en un estudio. Su debut en vivo fue en 1982. La canción también había sido lanzada anteriormente en el álbum maqueta titulado No Life 'til Leather, el cual fue lanzado el 17 de julio de 1982 y contaba con Dave Mustaine en guitarra líder y Ron McGovney en bajo.
La canción trata sobre el impulso de matar, pero no literalmente hacerlo. Durante el Kill 'Em All for One Tour, James Hetfield debió haber estado bromeando al decir que se trataba de la caza. Se dice que pudo haber sido fuertemente influenciada por la canción «Dead Reckoning» de Diamond Head. Los primeros tres mini-solos se derivan de la canción «Princess of the Night», de Saxon. Metallica añadió el solo final. 
Desde el debut de la canción en Kill 'Em All, Kirk Hammett se ha disculpado por el tono inusual al tocar la cuerda de la guitarra que se produce aproximadamente en el minuto 3:47 o 3:48, durante el solo, es de hecho un error o nota errónea.  
"Sí, Seek & Destroy está tomada de alguna canción de Diamond Head, es «Dead Reckoning». En ésta se inspiró en gran medida Seek & Destroy, por así decirlo."
- Lars Ulrich, junio de 1993.

## Créditos
- James Hetfield: Voz, guitarra rítmica y coros.
- Kirk Hammett: Guitarra líder.
- Cliff Burton: Bajo eléctrico.
- Lars Ulrich: Batería y percusión.